# Ваня (циклон)
Цикло́н «Ва́ня» — південний циклон, названий так німецькими метеорологами (Vanja). У грудні 2023 року від циклонічного вихору найбільше постраждали Ірландія та Велика Британія, Баварія та Нижня Саксонія, а також південь Центрального регіону Росії та Чорнозем'я.

## Формування та шкода
Циклон «Ваня» — активний атмосферний вихор, який зародився в Північній Атлантиці. Перший удар зазнав Британських островів — там пройшов шторм, і Ірландію — смерч, рідкісне для цих широт погодне явище. Далі циклон приніс повені в Нижній Саксонії та Баварії, у річках Рейн та Дунай підвищився рівень води. Пізніше «Ваня» перемістився у бік Балтійського моря і з'єднався з атлантичним циклоном.
У Росії його вплив найбільше відчули на півдні. У Ростові-на-Дону 12 грудня через крижаний дощ, який, з невеликими перервами, йшов п'ять днів, зупинили рух громадського транспорту, а 13 грудня у школах скасували заняття. Внаслідок стихії без світла залишалося понад 180 тисяч людей.
До Москви циклон дійшов 14 грудня та приніс аномальні снігопади, на 15 грудня висота снігового покриву перекрила добовий рекорд для 15 грудня 1919 року. На метеостанції ВДНГ показники склали 38 см на дев'яту годину ранку: колишній рекорд становив 32 см.
У ближньому Підмосков'ї випало 33% норми грудня, а Центральній Росії — 81%.